# Bärlingsbach
Der Bärlingsbach ist ein etwa 800 Meter langer Bach im Odenwald und ein rechter und südlicher Zufluss des Fischbachs in der Gemeinde Modautal des hessischen Landkreises Darmstadt-Dieburg
.

## Geografie

### Verlauf
Die Bärlingsquelle liegt östlich von Lützelbach. Der Bärlingsbach fließt in nördlicher Richtung und mündet nach ca. 800 m in den Fischbach. Der gesamte Bachlauf liegt im Wald.

### Flusssystem Gersprenz
- Fließgewässer im Flusssystem Gersprenz